# Phyllodactylus dixoni
Phyllodactylus dixoni är en ödleart som beskrevs av  Juan A. Rivero -BLANCO och LANCINI 1968. Phyllodactylus dixoni ingår i släktet Phyllodactylus och familjen geckoödlor. Inga underarter finns listade i Catalogue of Life.